# 古赖亚特

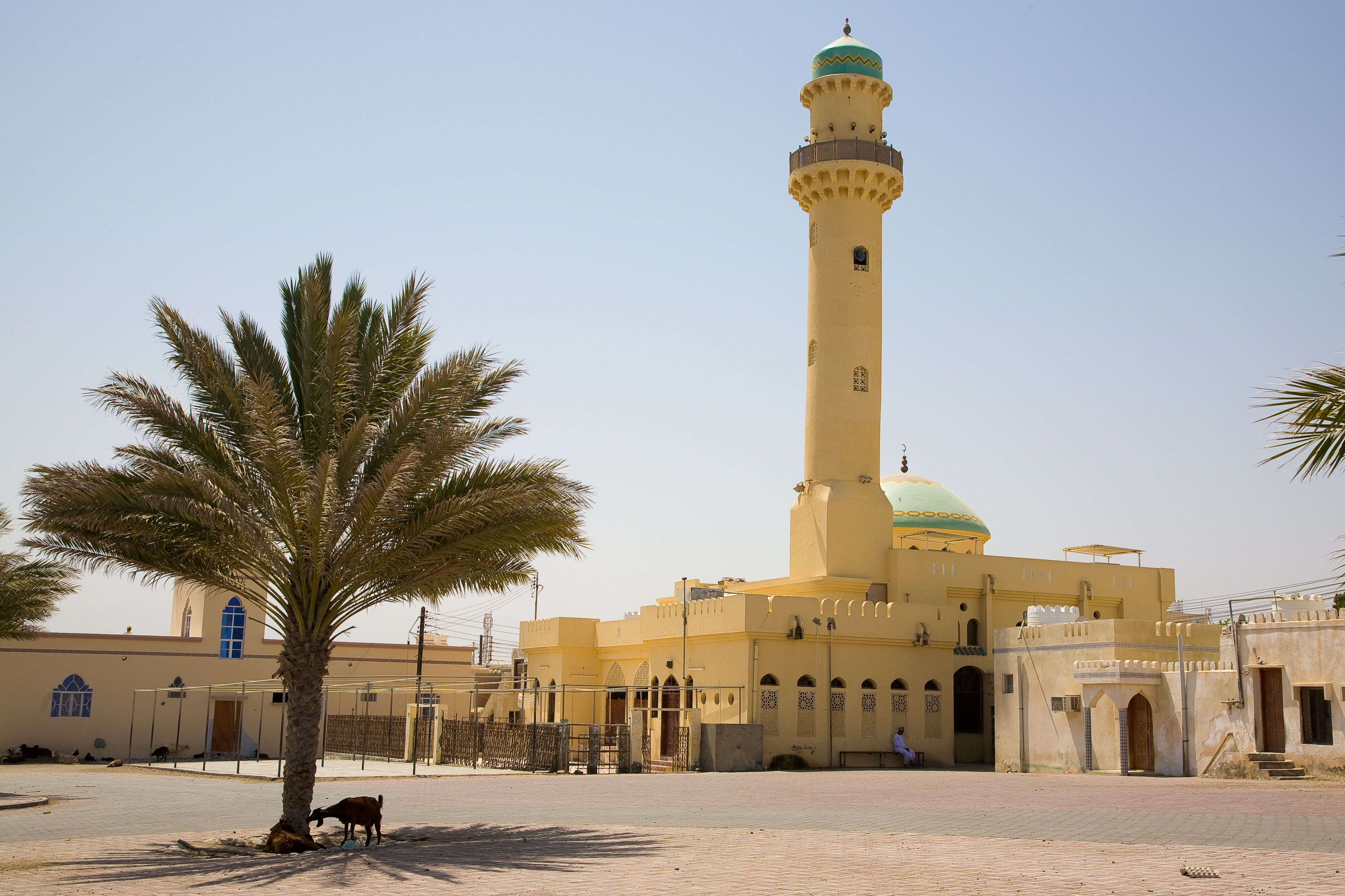
Qurayyat, Oman

古赖亚特是阿曼的州名和城镇名，位于马斯喀特附近。《郑和航海图》第二十一图作古里牙。